# Religion und Philosophie beim Volk der Asmat
Kernpunkt der Religion und Philosophie der Asmat ist das jederzeitige Bestreben um Bewahrung des Gleichgewichts in allen Beziehungen. Ungleichgewichte – wie beispielsweise dörflicher Streit oder zu beklagende Todesopfer – stören die Harmonie im Kosmos und müssen ausgeglichen werden, um die notwendige Eintracht wiederherzustellen. Im Endeffekt wird nie Vergeltung verlangt, sondern Ausgleich. Manipulationen, Gerissenheit und schlaue Überbietung der Asmat untereinander sind allerdings zulässig.

## Philosophischer Ansatz
Anders als in westlichen Religionen fragen die Asmat nicht nach Gründen des Entstehens des Universums oder nach einem göttlichen Schöpfer. Ein präexistentes Nichts oder Chaos wird nicht befüllt oder geordnet. Diese Fragen sind ohne jede Bedeutung. Der Kosmos war immer schon vorhanden. Er erweist sich als beseelt, denn viele Mythen berichten von Menschen, die sich in Tiere verwandeln und umgekehrt. Himmelskörper und Erdelemente tragen spirituelle Energien in sich und können genutzt werden, um den Überlebenskampf zu bestehen und daraus gestärkt hervorzugehen. Da innerhalb dieses Kontextes das menschliche Dasein als Eingliederung in die Ahnenfolge und nicht Selbstzweck individuellen Daseins verstanden wird, entbehrt das Weltbild der Vorstellung um den Schöpfungsgedanken.
Der dichotome Diskurs der westlichen Welt ist dem Volk der Asmat völlig fremd. Zwischen Geistigem und Profanem wird nicht unterschieden. Vielmehr steht jede menschliche Aktivität in unmittelbarem Zusammenhang mit dem gesamten Kosmos. Der Mensch und der Kosmos sind holistischer Natur. Der Kosmos steht im Kräftegleichgewicht. Störungen müssen im Verständnis der Asmat ausgeglichen werden. Neben der Fortpflanzung und dem Überleben stehen Glück, Gesundheit und Prestige im Vordergrund erfolgreicher Lebensanschauung. Prestige erlangt man über den Erfolg bei Frauen, im Krieg und bei der Jagd. Damit geht Macht einher, die sich später nach dem Tod erhält und besonders gewürdigt wird. Dazu ist es immer wieder notwendig, spirituelle Kräfte anzuzapfen.

## Religiöser Ansatz

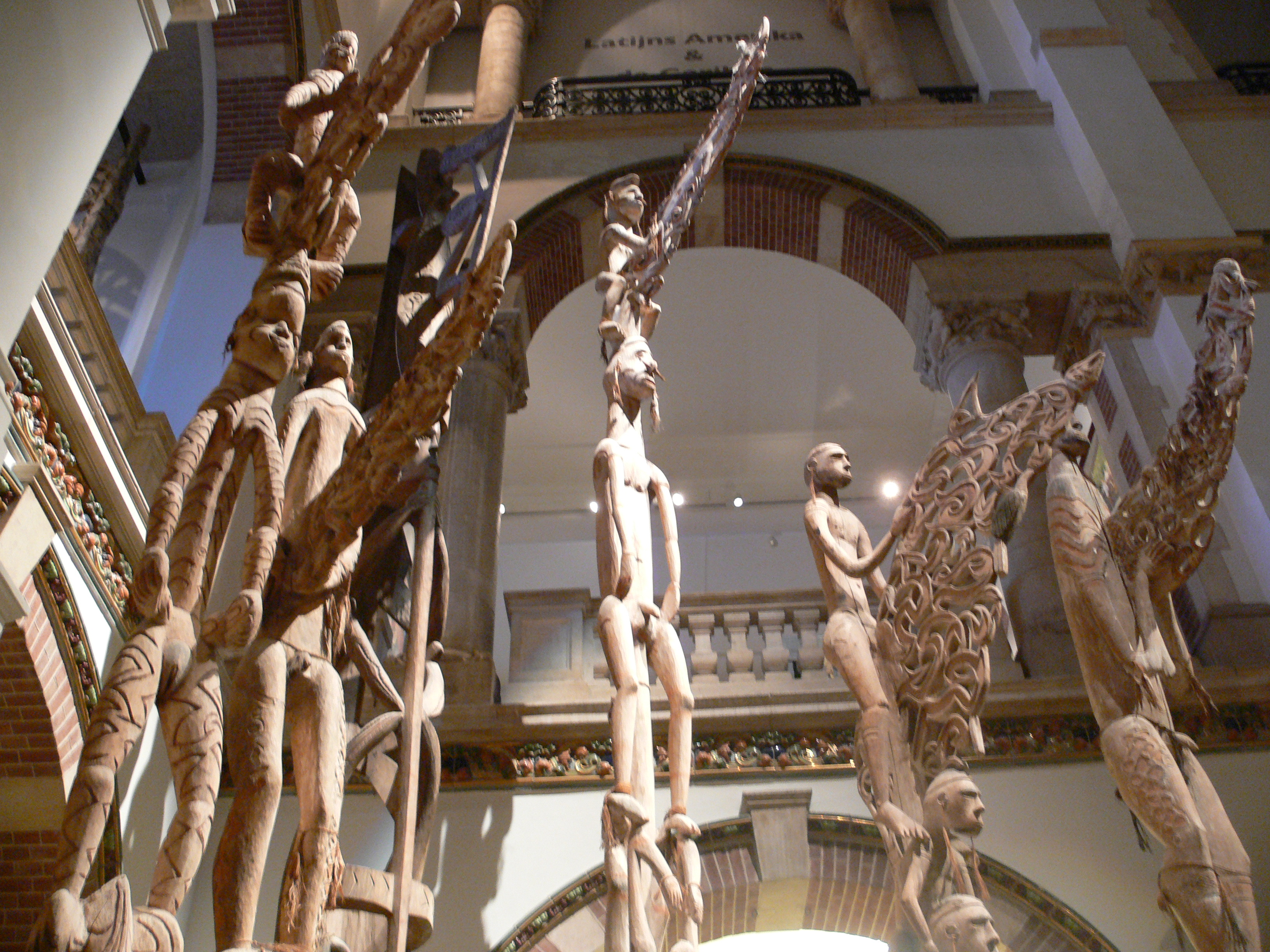
Verschiedene Ahnenpfähle (Tropenmuseum/Amsterdam)

Im oben genannten fließenden Gleichgewicht stehen bei den Asmat gedanklich zwei Welten. Einerseits glauben sie an die „irdische Welt“, die sich in Form ihrer Lebensgemeinschaften offenbart, als Familie, Clan, Lineage, Dorf-(Gruppierung) und Kulturzusammenhang. Daneben steht die „transzendente Welt“, die die Welt der Lebenden mit umfasst, aber in einer Zwischenebene die noch in der Nähe existenten und einflussreichen Seelen der Verstorbenen berücksichtigt. In einer dritten Ebene wird die Welt der im Jenseits lebenden Ahnen erfasst, die ihre Geister den Irdischen im Ritual wieder zurückschicken.
Das irdische Leben innerhalb dieser gedanklichen „irdischen Welt“ beginnt mit der kulturellen Geburt in die Lebensgemeinschaft des Dorfes, der Initiation. Ausschlaggebend ist somit als Beginn nicht die körperliche Geburt. Das irdische Leben endet mit dem Tod. Bis zum Eintritt in die Welt der Ahnen ist ein weiterer Weg zu beschreiten, der Tod wird gleichsam durch„lebt“, die Seelen wandern. Die Seelen sind in der Zwischenebene angelangt. In der Welt der Ahnen beginnt das unbeschwerte Leben im Jenseits und ist Phase der Restitution sowie danach der Wiederkehr zur Welt als Geist. Mit der physischen Geburt eines Kindes findet die mythische Transformation von Geist zu menschlichem Leben statt. Der in Tiergestalt aus dem Jenseits irdisch wiederkehrende Geist dringt in den Menschen ein (Befruchtungsvollzug). Somit schließt sich der Kreisbogen der „transzendenten Welt“.
Säuglingssterblichkeit wird in diesem Zusammenhang als Rückkehr des Geistes ins Jenseits interpretiert.
Die irdische Welt wird als „asmat ow“ verstanden, die Welt der Toten als „damer ow“, die Welt der Ahnen als „ji ow“. Die „damer ow“, die allgegenwärtigen Seelen der Toten, beeinflussen oder bestimmen gar Glück und Unglück in Form von Krieg, Naturkatastrophen oder Krankheit. Aus diesem Grund wird ihrer im Ritus gedacht, vornehmlich im Ahnenpfahlfest. Musik (Trommelklang und Gesang) und Kunstschaffen manifestieren sich darin in Glanzform, denn in jedem sorgfältig geschnitzten Objekt vergegenwärtigen sich die Seelen der Toten. Diese Objekte sind nicht Symbol, nicht Abbildung oder Nachbildung der Seelen der Toten, sie werden als lebende Wirklichkeit verstanden. Darüber hinaus erstreckt sich die Wirkung auf belebte und unbelebte Naturerscheinungen, wie Tiere, Pflanzen, Feuerstellen, Waffen und Werkzeuge, Donnergrollen und Flussbiegungen. Ähnliche Bedeutung kommt dem Maskenfest zu.
Die Seelen der Toten bieten nicht nur Schutz, sondern sie fordern, beispielsweise Rache zur Kopfjagd, verlangen dort Huldigung und Opfer. Diese durchdringende Kraft der Seelen der Toten kann einer Dorfgemeinschaft schwer zusetzen, weshalb es des dringenden Signals im Ritual bedarf (Ahnenpfahlfest). Interpretationsansätze gehen auch dahin, dass den Seelen der Toten in den Zwischenwelten (ainamipits) ein schwieriger Weg ins Ahnenreich bevorsteht und ihnen daher beim Weiterkommen geholfen werden muss, dies wiederum in zyklisch wiederkehrenden Ritualen. Die Tatsache, dass die Geister die Lebenden dabei aufsuchen, ist von hoher Bedeutung, denn sie vermindert Ängste und räumt Unsicherheiten des dörflichen Zusammenlebens aus. Magische Elemente und Tabus sind in der Welt der Asmat allgegenwärtig.

### Körperliche Einlassung

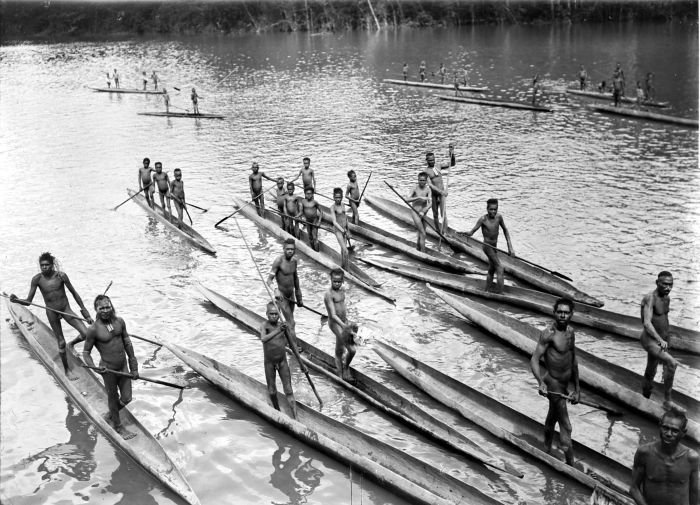
Einbäume auf dem Lorentz-Fluss

Die Asmat glauben, dass Menschen mit zwei inneren, lebenspendenden Kräften geboren werden. Die Kraft yuwus ist das körperliche Kraftzentrum. ndamup ist ein bilokales Seelenzentrum, das Eigenschaften von Exkorporationen aufweist. Die Asmat betrachten ndamup als „Schatten“ der wirklichen Person. Diese Schatten vermögen sich im Schlaf von der wirklichen Person zu trennen, umherzuwandeln und sich zu verwandeln. Krokodilangriffe auf Dörfer werden auf solche Ereignisse zurückgeführt. Beide Kräfte sind von Geburt des Menschen an vorhanden.
In die persönliche Entwicklung eines Menschen gesellt sich noch eine dritte Kraft, ndet. Sie wird als Geist eines Vorfahren verstanden, der dem noch Namenlosen zur Persönlichkeitsentwicklung verhilft. Des Ahnen Eigenschaften, Fähigkeiten und Verstandeskräfte gehen auf den Heranwachsenden über. Biologisch betrachtet, findet der Ahne sein Ziel im Wege der Reinkarnation. Als grüner Baumfrosch getarnt, sucht er in den Sagogründen der Dorffrauen eine Frau aus, auf deren rechte Schulter er springt. Deren Abkömmling erhält damit unfehlbar den ndet-Namen des Ahnen. Mehrere ndet können in einer Person zusammenkommen und ihr besonderen Kraftzuwachs bescheren.
Die Asmat kennen weitere spirituelle Kräfte, wie samu. Sie sind regelmäßig Vorboten von Verderben und Tod. Im Vorfeld treten sie dahin in Erscheinung, als ein Asmat sich anfängt abnorm zu verhalten. Er entleert seinen Darm in den Einbaum, isst rohen Fisch oder zerstört seine Speere.

### Mythen
Es gibt Legenden, bei denen mythische Tiere, ausgestattet mit außergewöhnlichen Kräften, und auch Schlangen es vermochten, die Menschen aus Ausweglosigkeit und Dunkelheit zu befreien. Viele dieser Legenden werden unter den einzelnen Asmat-Gruppen widersprüchlich diskutiert. Andere Legenden sind geprägt von erstaunlichen Initiativen von Frauen (hervorgehoben seien: Tjowotsjbiwar und Mbunar), die entscheidende Lebenshilfestellungen gewährleisteten. Es handelte sich dabei nicht um Schöpfungsberichte, sondern Rückerinnerungen einst klein(er)er Volksgruppen, die den Überlebenskampf schilderten und bewahrten.
Der einzige (scheinbare) Schöpfungsansatz ist die Legende um Fumeripits, der hölzerne Schnitzfiguren zum Leben erweckte. Zwar ist dieser Mythos in Teilen des Siedlungsgebietes der Asmat bekannt, doch besteht Einigkeit darüber, dass nicht Asmat, sondern Mimika sie schufen. Die Legende muss im Licht der animistischen Ethnoreligion interpretiert werden, wo auch Mythen der Inkarnation eines Vogels im Menschen ihren Platz finden.